# Heteropsyche
Heteropsyche är ett släkte av fjärilar. Heteropsyche ingår i familjen Epipyropidae.
Kladogram enligt Catalogue of Life:
| Heteropsyche | \| \| Heteropsyche aenea \| \| \| \| \| \| Heteropsyche dyscrita \| \| \| \| \| \| Heteropsyche melanochroma \| \| \| \| \| \| Heteropsyche micromorpha \| \| \| \| \| \| Heteropsyche poecilochroma \| \| \| \| \| \| Heteropsyche stenomorpha \| \| \| \| |
|              | \| \| Heteropsyche aenea \| \| \| \| \| \| Heteropsyche dyscrita \| \| \| \| \| \| Heteropsyche melanochroma \| \| \| \| \| \| Heteropsyche micromorpha \| \| \| \| \| \| Heteropsyche poecilochroma \| \| \| \| \| \| Heteropsyche stenomorpha \| \| \| \| |
|              | Agamopsyche |
|              | |
|              | Anopyrops |
|              | |
|              | Epieurybrachys |
|              | |
|              | Epipomponia |
|              | |
|              | Epiricania |
|              | |
|              | Fulgoraecia |
|              | |
|              | Microlimax |
|              | |
|              | Palaeopsyche |
|              | |
|              | Heteropsyche aenea |
|              | |
|              | Heteropsyche dyscrita |
|              | |
|              | Heteropsyche melanochroma |
|              | |
|              | Heteropsyche micromorpha |
|              | |
|              | Heteropsyche poecilochroma |
|              | |
|              | Heteropsyche stenomorpha |
|              | |

|  | Heteropsyche aenea         |
|  |                            |
|  | Heteropsyche dyscrita      |
|  |                            |
|  | Heteropsyche melanochroma  |
|  |                            |
|  | Heteropsyche micromorpha   |
|  |                            |
|  | Heteropsyche poecilochroma |
|  |                            |
|  | Heteropsyche stenomorpha   |
|  |                            |